# Дарение от Сутри
Дарението от Сутри е споразумение, постигнато в град Сутри от Луитпранд, крал на лангобардите, и папа Григорий ІІ през 728 г.
Те се договарят градът и няколко селища по хълмовете на Лациум (като Ветрала) да бъдат отстъпени на папството "като подарък на благословените апостоли Петър и Павел" според книгата Liber Pontificalis („Книга за понтификатите“).
С този договор се постига първото разширение на папската територия извън пределите на Дукат Рим, което се приема като историческото основаване на Папската държава. Сутри с този договор задържа стратегическата си важност като укрепено място в близост до границите на Дукат Рим.